# حضارة المسيسيبي الكادوية

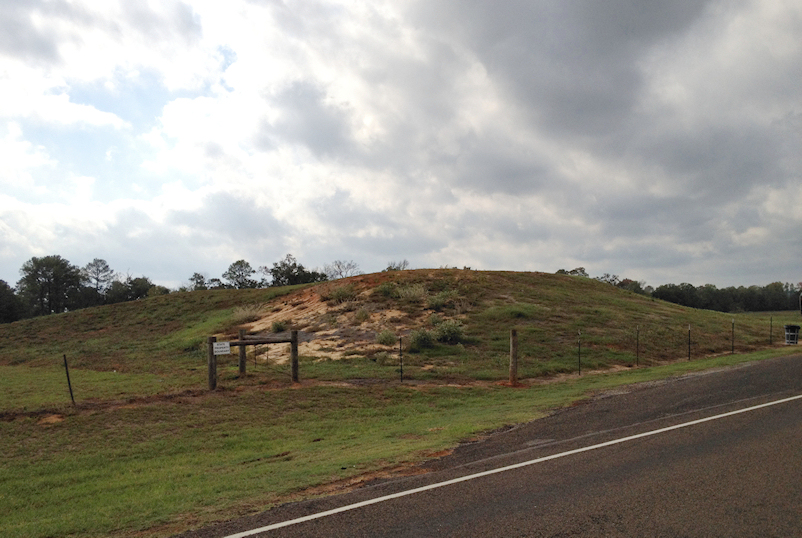

كانت حضارة المسيسبي الكادوية حضارة أمريكية أصلية ما قبل التاريخ يعتبرها علماء الآثار شكلًا من أشكال حضارة المسيسيبي. غطى المسيسبيون الكادوين مساحة جغرافية واسعة، تشمل ما تسمى اليوم أوكلاهوما الشرقية، وأركنساس الغربية، وشمال شرق تكساس، وشمال غرب لويزيانا. تشير الأدلة الأثرية إلى أن استمرارية الحضارة لم تنقطع منذ فترة ما قبل التاريخ وحتى الوقت الحاضر؛ إذ إن الأسلاف المباشرة لأمة كادو الحديثة في أوكلاهوما متحدثي لغة كادو واللغات ذات الصلة بها في أزمنة ما قبل التاريخ وعند أول اتصال أوروبي، ليس محط شك اليوم.

## الوصف

### التطور
يُعتقد أن المسيسبيين الكادويين هم أفراد منحدرون من مجموعات عصر وودلاند، وحضارة فورش مالين، وحضارة موسي غروف الذين عاشوا في المنطقة نحو ما بين عامي 200 قبل الميلاد و800 ميلادية. كانوا على اتصال بغيرهم من الشعوب غالبًا من جانب وودلاندس الشرقية من خلال الشبكات التجارية. شهدت تلك الفترة الزمنية استقدام صناعة الفخار من الشعوب في الشرق، واستخدام القوس والسهم بحلول العام 500 بعد الميلاد من الجنوب الغربي. بحلول عام 800 ميلادية، بدأ الكادوين الأوائل بالاندماج في واحدة من أولى حضارات المسيسبي. بدأت بعض القرى تحظى بالشهرة بوصفها أماكن لإقامة الطقوس، باحتوائها على نخبة من القوم وبناء دور العبادة. كانت الأبنية تُرتب حول ساحات مفتوحة، والتي عادةً ما كانت تبقى نظيفة وتُستخدم غالبًا في المناسبات الاحتفالية. مع تطور أفكار دينية واجتماعية أكثر تعقيدًا، اكتسب بعض الأشخاص وبعض الأنساب شهرة تفوق غيرهم. تميز هذا الهيكل الهرمي في السجلات الأثرية بمظهر المقابر الكبيرة وقرابين غريبة جدًا تحمل رموزًا واضحة من السلطة والهيبة.
بحلول عام 1000 ميلادية، بدأ المجتمع الكادوي بالظهور. شمل ذلك زيادة أهمية المراكز الشعائرية وتطوير هيكل اجتماعي أكثر طبقية لصالح بعض الأنساب وجماعات الأقرباء التي مارست مزيدًا من السيطرة على المجتمع. دلّت على ذلك مدافن قبور من يُعتقد بكونهم قادة، مترافقة ببضائع وأضاحٍ من أفراد العائلة أو الأتباع. تُعد مواقع مهمة مثل سبيرو وموقع تل ماوند في وادي نهر أركنساس ووادي النهر الأحمر، على التوالي، أكبر المناطق وأكثرها خصوبة في منطقة كادو، حيث كانت زراعة الذرة هي الأكثر إنتاجًا. طور الكادوين أسلوبًا مميزًا في صناعة الفخار، وصفته حملة دي سوتو فيما بعد بأنه من أفضل ما شهدوه، حتى في وطنهم الأوروبي. بحلول عام 1200، بدأت القرى العديدة، والمزراعات، التي أنشئت في جميع أنحاء العالم، تشهد زراعة الذرة بشكل كثيف.
كشفت أعمال التنقيب الأخيرة عن تنوع ثقافي في المنطقة أكثر مما كان يتوقعه العلماء، لا سيما في المواقع على طول نهر أركنساس. كان للبلدات المسيسبية الكادوية تصميم غير منتظم للتلال الترابية والقرى المتصلة بها أكثر من البلدات الواقعة من وسط المركز المسيسبي باتجاه الشرق. افتقروا أيضًا إلى التحصينات الخشبية التي كثيرًا ما وُجدت في البلدات المسيسبية الرئيسية. بعيشهم على الحافة الغربية من المسيسبي، واجه الكادوين تهديدات عسكرية أقل من جيرانهم. ربما عانت مجتمعاتهم أيضًا من مستوًى أقل من التقسيم الطبقي الاجتماعي. ربما يفسر موقع الحافة الغربية لأراضي وودلاند الشرقية هذه الاختلافات. كانت المناخ غرب مناطق الغابات أكثر جفافًا، مما أعاق إنتاج الذرة، وربما كان انخفاض عدد السكان في السهول نحو الغرب يعني عددًا أقل من الزعماء المجاورين الذين تجب منافستهم أو الاشتباك معهم.